# Kydia glabrescens
Kydia glabrescens är en malvaväxtart som beskrevs av Maxwell Tylden Masters. Kydia glabrescens ingår i släktet Kydia och familjen malvaväxter. Utöver nominatformen finns också underarten K. g. intermedia.